# Mayssa Pessoa
Mayssa Raquel de Oliveira Pessoa, cunoscută și ca Mayssa Pessoa, sau pur și simplu Mayssa (n. 11 septembrie 1984, João Pessoa, Paraíba, Brazilia), este o handbalistă braziliană care joacă pentru HC Dunărea Brăila și echipa națională a Braziliei pe postul de portar. Ea a fost unul din cei peste 20 de sportivi olimpici LGBT care au participat la Olimpiada de la Londra.
Până în mai 2016, Mayssa a jucat pentru echipa românească CSM București, care evoluează în Liga Națională.

## Palmares
- Liga Campionilor EHF:
  -  Câștigătoare 2016

- Liga Națională:
  - Câștigătoare: 2015, 2016

- Cupa României:
  -  Câștigătoare: 2016
  - Finalistă: 2015

- Superliga de Handbal a Rusiei:
  - Câștigătoare: 2013

- Campionatul Francez de Handbal:
  - Medalie de argint: 2012

- Campionatul Mondial:
  -  Câștigătoare: 2013

- Campionatul Panamerican de Handbal:
  - Câștigătoare: 2013, 2015

- Jocurile Mondiale:
  - Câștigătoare: 2005 (handbal pe plajă)[7]

## Premii
- Portarul All-Star Team la Campionatele Panamericane: 2013
- Cetățean de onoare al Bucureștiului (2016)[8][9]